# Zach Morley
Zach Scott Morley (* 25. April 1983 in Maryville, Missouri) ist ein US-amerikanischer Basketballspieler. Morley spielte nach seinem Studium zunächst jahrelang in der zweiten spanischen Liga Española de Baloncesto, bevor er nach zwei Jahren in der Ukraine in der Basketball-Bundesliga 2012/13 für ALBA Berlin spielte, mit denen er den Beko BBL-Pokal 2013 gewann. Nach Verletzungsproblemen zu Beginn der Saison 2013/14 bekam er am Jahresende 2013 einen neuen Vertrag beim französischen Erstligisten Chorale Roanne in der Ligue Nationale de Basket.

## Karriere
Geboren im nördlichen Missouri wechselte Morley 2001 zum Studium jenseits der Staatsgrenze nach Iowa an das Indian Hills Community College. Deren Basketballmannschaft Warriors gehörte in den 1990er Jahren mit drei Titelgewinnen hintereinander zu den erfolgreichsten Mannschaften der National Junior College Athletic Association. Während Morleys Zeit bis 2003 konnte man an diese Erfolge zwar nicht anschließen, aber Morley selbst konnte sein Studium an der University of Wisconsin fortsetzen, deren Hochschulmannschaft Badgers zu den renommiertesten Mannschaften der bedeutendsten College-Liga NCAA gehören. Die Badgers gewannen mit Morley 2004 das Finalturnier der Big Ten Conference in der NCAA Division I. Nach einer Zweitrundenniederlage 2004 erreichte man in der landesweiten Endrunde 2005 das Achtelfinale Sweet Sixteen, welches gegen den späteren Titelgewinner UNC Tar Heels verloren ging.
Morley bekam nach Studienende 2005 keinen Vertrag in einer bedeutenden professionellen Liga, versuchte sich aber trotzdem als Profi und begann seine professionelle Karriere in der dritten spanischen Liga LEB-2 beim Basketballverein aus der Küstenstadt Gandía in der Region Valencia. Mit dessen Mannschaft stieg er auf Anhieb 2006 in die zweite Liga auf. 2007 wechselte er zum Ligakonkurrenten und ehemaligen Erstligisten Breogán aus Lugo in Galicien. Mit diesem gewann er 2008 mit dem „Copa del Príncipe“ einen nationalen Pokalwettbewerb, der ohne die spanischen Erstligisten ausgetragen wird. In der Meisterschaft schied man in den Play-offs um den verbleibenden Aufstiegsplatz in die erste Liga im Halbfinale gegen den späteren Play-off-Sieger Bruesa GBC aus. Anschließend kehrte er für eine Spielzeit nach Gandía zurück, die sich jedoch 2009 aus der zweiten Liga zurückzogen. Für die folgende Spielzeit 2009/10 bekam er einen Vertrag beim Ligakonkurrenten aus Burgos. Mit diesem zog er diesmal sogar in die Finalserie um den Aufstieg in die erste Liga ein, die jedoch gegen ViveMenorca verloren ging. Nachdem Morley in der Saison zuvor bereits einmal als MVP des Spieltages ausgezeichnet worden war, wurde ihm diese Auszeichnung erneut am 13. Spieltag zugesprochen; zudem war er am Saisonende in den Kategorien Punkte pro Spiel und Effektivität in den „Top Five“ aller Spieler der LEB Oro zu finden. 
Für die Spielzeit 2010/11 verließ Morley Spanien und wechselte in die Ukraine, wo er mit dem traditionsreichen Klub Budiwelnik aus Kiew 2011 nach 14-jähriger Pause eine weitere nationale Meisterschaft gewann. Diesen Titel konnte man im folgenden Jahr in der Basketball Superliga Ukraine nicht verteidigen und schied stattdessen sieglos im Play-off-Halbfinale gegen Ex-Meister BK Asowmasch Mariupol aus, der jedoch seinerseits in der Finalserie gegen den neuen Meister BK Donezk sieglos blieben. Donezks Trainer Saša Obradović wurde anschließend vom deutschen Verein Alba Berlin verpflichtet und konnte seinen neuen Verein davon überzeugen, neben Vule Avdalović auch Morley zu verpflichten. Der deutsche Erstligist bekam eine Wild Card für den höchsten europäischen Vereinswettbewerb EuroLeague 2012/13, in der er die Runde der besten 16 Mannschaften erreichte. Nach dem Sieg im Pokalwettbewerb Beko BBL-Pokal 2013 schied man jedoch als Hauptrundenfünfter in der ersten Play-off-Runde aus. Für die Saison 2013/14 wechselte Morley zum Ligakonkurrenten medi aus Bayreuth. Allerdings wurde der Vertrag mit ihm schon kurz nach Trainingsbeginn für die Saison 2013/14 aufgrund einer Verletzung aufgelöst. Morley musste seine Verletzung auskurieren und bekam erst am Jahresende 2013 einen neuen Vertrag in der französischen LNB Pro A bei Chorale Basket aus Roanne. Nachdem Chorale Roanne aus der ersten Liga abgestiegen war, wurde vor Beginn der Saison 2014/15 sein neuer Vertrag mit dem spanischen Verein Bàsquet Manresa nach der ärztlichen Untersuchung wie ein Jahr zuvor in Bayreuth bereits wieder gelöst.